# Donacia cazieri
Donacia cazieri är en skalbaggsart som beskrevs av George Marx 1957. Donacia cazieri ingår i släktet Donacia och familjen bladbaggar. Inga underarter finns listade i Catalogue of Life.